# Manuel de Jesus Coelho
Manuel de Jesus Coelho (Lisboa, 13 de Março de 1808 – Lisboa, 26 de Setembro de 1885) foi um activo político e publicista da esquerda liberal portuguesa, ligado ao setembrismo e à fundação de diversas instituições operárias e populares.

## Biografia
Tendo trabalhado como tipógrafo e editor de periódicos políticos, a partir de 1834 foi director do jornal Nacional e dos seus sucessores políticos O Patriota, O Português e Independência Nacional. A partir de 1857 deixou a imprensa e passou a trabalhar na Alfândega de Lisboa, embora tenha mantido a sua militância política.
Em 1847, durante a guerra civil da Patuleia, combateu como capitão nas acções de Estremoz e do Alto Viso, tendo sido condecorado com a Ordem da Torre e Espada.
Foi um dos fundadores da Associação das Classes Laboriosas de Lisboa e do Asilo de Santa Catarina para os órfãos das vítimas da epidemia de febre-amarela de 1857.